# St. Maria im Tale (Nordhausen)

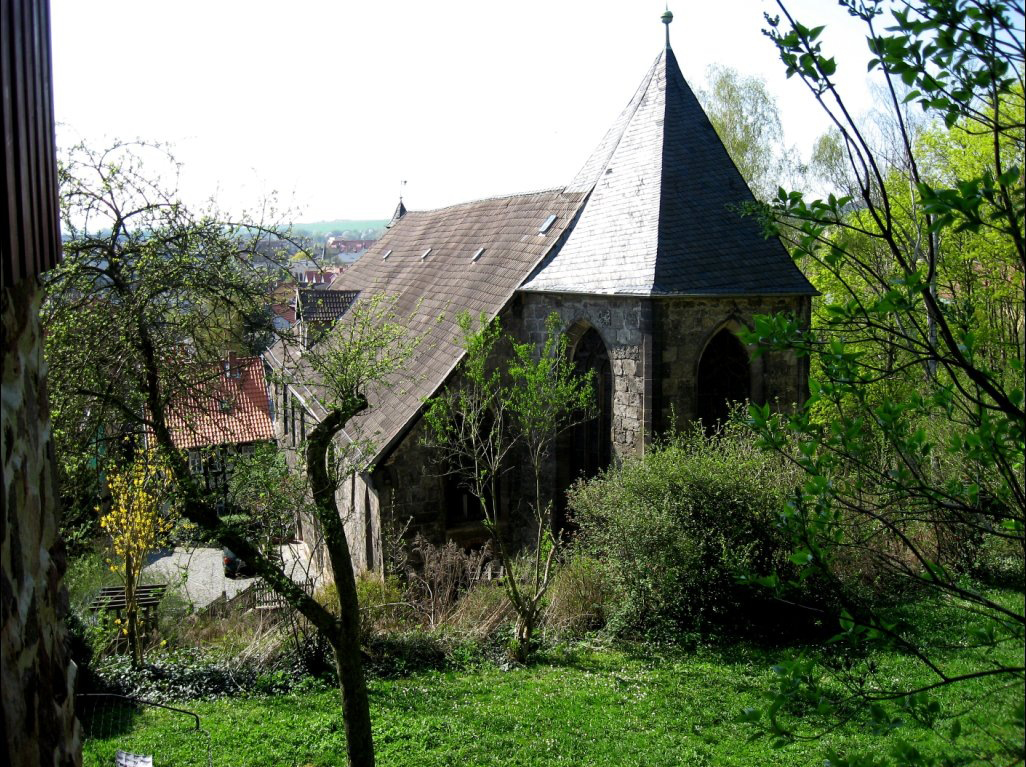
Nordhausen, Altendorfer Kirche St. Maria im Tale

Die evangelische, sogenannte Altendorfer Kirche St. Maria im Tale ([Ecclesia] Beatae Mariae Virginis in Valle, ‚[Kirche] der seligen Jungfrau Maria im Tale‘), so benannt in Unterscheidung zu Beatae Mariae Virginis in Monte, steht in der Kreisstadt Nordhausen im Landkreis Nordhausen in Thüringen.

## Geschichte
Einen Vorgängerbau nutzten Zisterzienserinnen, die 1294 aus Bischofferode (bei Woffleben) hierher umgesiedelt waren. Das Kloster Altendorf wurde 1526 im Zuge der Reformation aufgelöst.
1353 erfolgte ein Neubau der Kirche als dreischiffige Hallenkirche mit hochgotischem Chor. Bereits im 16. Jahrhundert sollte die Kirche abgebrochen werden, da der Baugrund sich als schlecht erwiesen hatte und die Kirche baufällig geworden war. Trotzdem wurde sie 1590 wiederhergestellt. Jedoch senkte sich 1627 der westliche Teil der Kirche, sodass die darüberbefindlichen Gewölbe einstürzten. 1639 baute man den westlichen Teil des Kirchenschiffes, 1695 auch den Turm und das nördliche Seitenschiff ab. Im gleichen Jahr wurden auch die hölzernen Emporen sowie die Orgelempore an der Westwand eingebaut. 1697 wurde das Gotteshaus neu eingeweiht. Die baulichen Veränderungen lassen den Chorraum nach links verschoben erscheinen. Die Sakristei war einst eine mit Kreuzgratgewölbe gebaute Kapelle mit einem romanischen Portal. Der Altar und die Kanzel sind aus der Mitte des 18. Jahrhunderts, ebenso der Dachreiter der Kirche.
Als einzige mit Ausnahme der Fenster unzerstörte Kirche diente sie nach den Luftangriffen auf Nordhausen als Gottesdienststätte für die anderen Gemeinden der Stadt. Die neuen Kirchenfenster wurden am 4. August 1946 eingesetzt.

## Rolle in der Friedlichen Revolution
Ab September 1989 wurden in der Kirche regelmäßig Fürbittandachten gehalten. Im Rahmen dieser Andachten wurden am 4. Oktober Informationen über die Gründung des Neuen Forums bekannt gegeben. Die Wahl einer Sprechergruppe, die den Politikern einen Forderungskatalog übergeben soll, fand am 10. Oktober statt. Am 24. Oktober begann der erste Demonstrationszug in Nordhausen nach einem Gottesdienst in der Kirche. Damit ist die Kirche der Ausgangspunkt der Friedlichen Revolution in Nordhausen.

## Nutzung als Jugendkirche
Die Synode des Kirchenkreises beschloss 2011 eine Nutzung als Jugendkirche. Seitdem fanden umfangreiche Renovierungsarbeiten statt. So erhielt die Kirche einen modernen Anbau an der Nordseite mit Durchbruch zum Kirchenschiff. Die Kirche wurde am 31. Oktober 2017 mit einem Gottesdienst eröffnet. Seit Sommer 2016 wird „HERZSCHLAG Junge Kirche im Südharz“ als Erprobungsraum von der EKM gefördert.

## Orgel

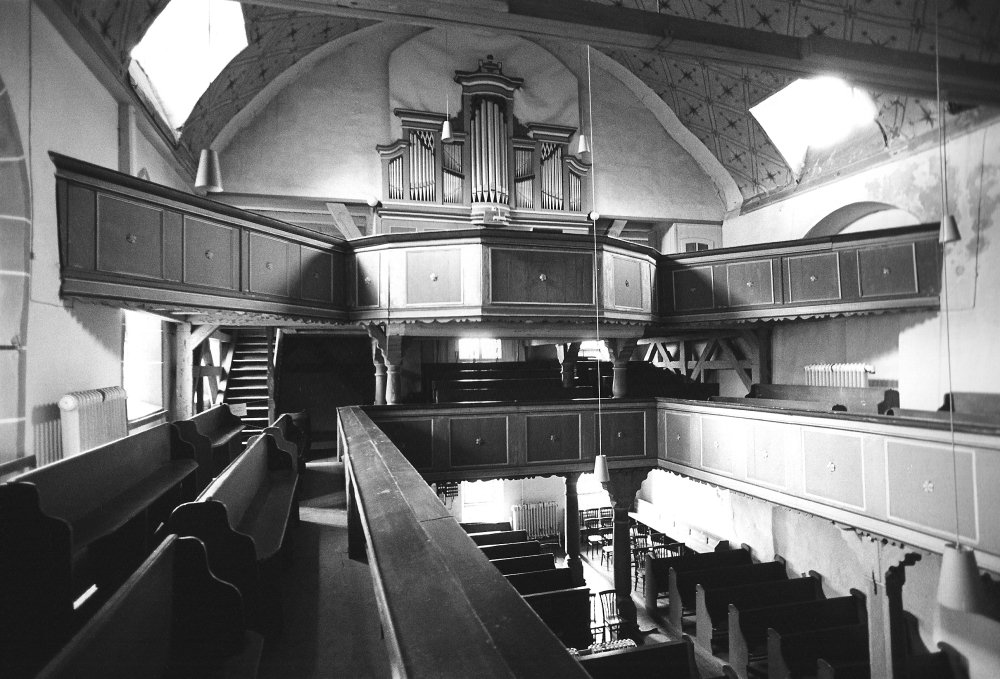
Nordhausen Altendorfkirche

1596 wurde die Orgel der Kapelle St. Elisabeth durch Nic. Göppel renoviert und in der Altendorfer Kirche aufgestellt. 1627 stürzte das Gewölbe der Kirche ein und beschädigte dabei die Orgel.
1813, 1814 und 1819 wurden kleinere Reparaturen durch den Orgelbauer Heinrich Deppe aus Nordhausen durchgeführt. 1824 befand sich die Orgel in sehr schlechtem Zustand. Daraufhin erbaute Deppe eine neue Orgel, die am zweiten Advent 1827 eingeweiht wurde. An dieser Orgel nahm Orgelbauer Kelle aus Nordhausen 1869 Reparaturen vor. 1889 wurde die Orgel gereinigt. Am 6. August 1906 erfolgte eine Reparatur durch die Orgelbaufirma Seewald & Sohn. 1910/11 erbaute Ernst Röver aus Hausneindorf eine neue pneumatische Orgel. 1923 wurde eine elektrische Windmaschine eingebaut, die 1936 durch eine „Ventus“ ersetzt wurde. 1917 reinigte die Orgelbauanstalt Kießling & Sohn aus Bleicherode die Orgel. Dabei wurden die 75 stummen Prospektpfeifen aus Zinn ausgebaut und gegen Pfeifen aus Zinkblech ausgetauscht.
Die  Orgel ist seit den Umbauarbeiten in der Kirche 2015 nicht mehr spielbar. Die Stromversorgung ist abgestellt und die Pedaltasten entfernt worden.
| I Manual |             |     |
| 1.       | Bordun      | 16′ |
| 2.       | Prinzipal   | 8′  |
| 3.       | Zartgedackt | 8′  |
| 4.       | Gambe       | 8′  |
| 5.       | Hohlflöte   | 8′  |
| 6.       | Oktave      | 4′  |
| 7.       | Flöte       | 4′  |
| 8.       | Mixtur III  |     |

| II Manual (Schwellwerk) |                 |    |
| 9.                      | Geigenprincipal | 8′ |
| 10.                     | Gedeckt         | 8′ |
| 11.                     | Aeoline         | 8′ |
| 12.                     | Voix celestis   | 8′ |
| 13.                     | Flauto amabile  | 8′ |
| 14.                     | Gemshorn        | 4′ |
| 15.                     | Piccolo         | 2′ |

| Pedal |           |     |
| 16.   | Subbaß    | 16′ |
| 17.   | Violon    | 16′ |
| 18.   | Oktavbaß  | 8′  |
| 19.   | Flötenbaß | 8′  |

- Koppeln: II/I, I/P, II/P, Superoktavkoppeln und Suboktavkoppeln für beide Manuale
- Spielhilfen: Walze, Schweller für II. Manual, feste Kombinationen (piano, mezzoforte, forte, fortissimo), zwei freie Kombinationen

## Glocken
Im Turm neben dem Pfarrhaus befindet sich eine vom Bochumer Verein gegossene Gussstahlglocke von 1868, die vermutlich aus der Frauenbergkirche stammt. An der Westseite des Kirchendachs hängen in einem Reiter zwei Schlagglocken aus Eisenhartguss. Sie sind als abgängig eingestuft, weil ihre Körper bereits durchgerostet sind. Alle drei Glocken sind derzeit (2018) nicht in einem betriebsfähigen Zustand.